# Maugersbury
Maugersbury is een civil parish in het bestuurlijke gebied Cotswold, in het Engelse graafschap Gloucestershire.